# Ad-Insertion
Ad-insertion, of zoals ook wel genoemd, local ad-insertion is het lokaal invoegen van televisiereclame. Ad-insertion is het principe waarbij een omroep in haar eigen reclameblokken zendtijd reserveert waar bevoegde derde partijen lokale of regionale reclamespots in uit kunnen zenden. 
Het uitzenden van lokale reclameblokken gebeurt in de ontvangst- en/of verdeelstations van kabelmaatschappijen (de zogenaamde kopstations of headends). In deze headends wordt door de organisatie die de ad-insertion organiseert apparatuur geplaatst die de gereserveerde zendtijd kan herkennen en overschrijven met lokale spots.
Zo kan het gebeuren dat tijdens het kijken naar het wereldnieuws op CNN het reclameblok wat daarop volgt gevuld is met advertenties van organisaties met een plaatselijke of regionale functie in gebied A, terwijl een andere kijker in gebied B uitsluitend spots ziet van ondernemingen uit gebied B.